# Ashley (Illinois)
Ashley város az USA Illinois államában, Washington megyében. Lakosainak száma 462 fő (2020. április 1.).

## Népesség
A település népességének változása:

| 2010 | 536 |
| 2020 | 462 |